# La Haye-Pesnel
La Haye-Pesnel é uma comuna francesa na região administrativa da Normandia, no departamento Mancha. Estende-se por uma área de 6,29 km². Em 2010 a comuna tinha 1 320 habitantes (densidade: 209,9 hab./km²).